# Gyegok-myeon
Gyegok-myeon (koreanska: 계곡면)  är en socken i Sydkorea. Den ligger i kommunen Haenam-gun i provinsen Södra Jeolla, i den södra delen av landet, 320 km söder om huvudstaden Seoul.